# Wonorejo (Puncu)
Wonorejo is een bestuurslaag in het regentschap Kediri van de provincie Oost-Java, Indonesië. Wonorejo telt 7026 inwoners (volkstelling 2010).